# 豊田幸太郎
豊田 幸太郎（とよた こうたろう、1902年（明治35年）4月21日 - 1979年（昭和54年）6月29日）は、昭和期の地方公務員、政治家。徳島市長。

## 経歴
徳島県三好郡三野町芝生（現在の三好市）に生まれ、京都帝国大学法学部を卒業。
1947年、徳島市助役、1951年、徳島県出納長に就任。1959年から1967年まで徳島市長を2期務めた。市長在任中は徳島刑務所の移転や徳島市立高等学校の創設などを手掛けた。